# 道教の歴史
本項道教の歴史（どうきょうのれきし）においては、中国三大宗教の一つである道教に関する中国における歴史を概観する。

## 成立
なにをもって道教の成立とみなすかについては諸説ある。道教による伝説的な説としては、道教は老子によって作られたとする説や、宇宙の創成者である元始天尊によって作られて老子に継承されたとする説、黄帝が開祖で、老子がその教義を述べたとする説などがある。一般的な学説としては、以下のものがある。
1. 諸子百家の「道家」に起源を求める説。
古来「道教」と「道家」は同義語として用いられており、「道」を重視する諸子百家の道家と道教は一連のものとして捉えられてきた（『魏書』釈老志や『隋書』経籍志）。この観念に従えば、宗教としての道教の起源も諸子百家の「道家」にあると考えられる[3]。
2. 2世紀後半の太平道・五斗米道を道教の始まりとする説。
宗教的な教団組織の成立という点に着目すると、民衆運動の中から生まれた太平道・五斗米道が道教の原初的形態であると考えられる[4]。
3. 5世紀半ばを道教の始まりとする説。
「道教」という語が仏教に対する中国固有の宗教を指す言葉として用いられるのは南朝斉の顧歓（420年 - 483年）の「夷夏論」が現存する文献では最古であり、この頃に中国固有の宗教としての「道教」という概念が成立したと考えられる[4]。

### 道家との関係
諸子百家の道家は、学術的な流派の一つであり、宇宙の起源や万物の生成、社会の興亡や人の善悪などを議論し、独自の学説を立てていた。漢代に入ると、黄老思想（黄帝と老子を神仙として崇拝する思想）が盛んになり、前漢の建国の際には彼らの清常無為の思想を用いて指導がなされた。後漢になると、黄老思想は徐々に神秘化され、徐々に宗教的な面が現れるようになった。
養生説などにおいて道教が道家の思想の影響を受けていることは確かであるが、従来の日本の学界では両者は区別されて考えられるのが一般的であった。ただし、欧米圏では中国における道家思想・道教・民間信仰などは同一視される傾向が強く、道教の源泉は道家思想に求めることが多い。近年は、道家・道教の区別はさほど強調されないことが多い。

## 歴史

### 後漢末
教団としての「道教」は、後漢末期から魏晋時代にかけての張角の太平道と張陵の五斗米道に始まるとされる。

#### 太平道
鉅鹿郡の張角は、自ら「大賢良師」と称し、黄老道を奉じて弟子を集め、「太平道」と呼ばれる教団を組織した。その活動は「首過」（罪を告白し天や鬼神に懺悔する）や「符水呪説」（おふだを入れた水を飲み呪文を唱える）といったものである。この教団は後漢末期の不安定な時代に多くの信者を集め、大方（信徒一万人）と小方（信徒数千人）からなる「方」という組織を単位として、方ごとに統率の首領を置いた。太平道にはやがて数十万人の農民が集結し、軍隊のような組織となった。彼らは184年に蜂起し黄巾の乱を起こしたが、間もなく鎮圧され、教団は壊滅した。
「太平道」という名前は、『太平清領書』という経典と関係すると言われる。『後漢書』襄楷伝によれば、後漢の中頃、于吉という道士が曲陽泉水で『太平清領書』を感得し、弟子が順帝に献上した。役人は、この書はでたらめであるとして収蔵していたが、のちにこれを入手した張角が太平道を立ち上げた。
現在、『道蔵』には『太平経』という経典が収められているが、これと『太平清領書』の関係は不明である。『太平経』は少なくとも梁・陳の頃の復元編修を経ているらしいが、その内容が初期道教思想を留めていることも確かである。『太平経』においては「治国の道」が強調され、神人が世に降臨することに託し、最高統治者が乱世を治めることを援助しようとするものである。具体的な政治改革も記されており、統治者は仁義道徳をもとに人々を指導することや、貧しい人々を救済せねばならないことなどが説かれている。また、「太平の気」が到来することによって天下が太平になるという信念が説かれており、儒教倫理や道家の学説を取り込みながら、宇宙の起源や万物の生成、社会の興亡、人性の善悪などが「気」の概念から説明されている。ほか、原始道教の巫術・方術（符水や呪文による病の治療など）についても記載されている。『太平経』においては仙人は運命によって定められた者にしか到達できないとされ、真の不老長生を得ることに対する関心はやや薄いとされる。

#### 五斗米道
太平道よりやや遅れて、蜀で張陵によって五斗米道（天師道）が組織された。五斗米道も、道徳的反省を行い、鬼神の祟りを避けて病を癒す「思過」を説くなど、太平道と似通った性質の宗教集団であった。ただ、五斗米道では教説がより具体的になっており、『老子五千文』の学習が求められたほか、罪を反省する場としての「静室」の整備、罪に服する書を山神・地神・水神に奉納すること、春夏の殺生の禁止などが行われた。
五斗米道の組織は「治」を単位とし、最高指導者である「天師」のもと、それぞれの治は「治官」が統率した。これらは当時の官吏制度を模範に作られており、厳密な組織体系になっている。新たに入信した信者は「鬼卒」と呼ばれ、中堅幹部になると「祭酒」として信徒を統率した。祭酒は「義舎」を設けて米や肉を通行人に供与するなどの活動を行った。五斗米道は強固な教団組織のもと、政治と上手く折り合いをつけて徐々に発展し、3代目の張魯の頃には蜀から中原にまで広まっていた。魏の曹操は蜀を滅ぼした後、張魯ら一族を厚遇し、信者数万戸は黄河や渭水流域に移住させ、この地で五斗米道は大きく広がった。
『老子想爾注』は五斗米道の祭酒による『老子』の解釈書とされ、ここには信徒が熱心に道を治め、各自がその地位に安住することによって国が治まり、平和が訪れると説く。また、熱心に修練すればだれでも仙人になることができると強調している。

### 魏・晋

#### 葛洪『抱朴子』
以上のような組織化された教団のほかに、神仙になることを求めて個人や少人数で道術の修行をする動きもよく見られる。こうした修行の理論や方法は秘密の口伝で伝えられてきたが、葛洪の『抱朴子』によって文章の形で示された。晋の葛洪は、丹陽郡句容県の出身で、詩賦や『神仙伝』など多数の著作を残した人物である。彼は若いころから神仙道に関心を持ち、鄭隠に師事して多くの口訣と仙書を伝授された。
『抱朴子』は317年ごろに成立し、内篇20巻（道術関係の内容）、外篇50巻（儒教関係の内容）からなる。このうち内篇には神仙道の詳細が描かれており、金丹を中心とする神仙になるための方法や、日常倫理などが整理されている。葛洪は、神仙は実在であることを力説したうえで、普通の人々も仙道の方術を実践することによって仙人になることができるとした。その方法が「還丹」（硫黄と水銀によって作られた鉱物）と「金液」（黄金を溶解してできた液体）で、これらを服用することで不老長生を得ることができると考えられた。ほか、道教の重要概念である「玄」と「道」について議論し、道教神仙信仰の哲学理論の基礎を作り上げようと試みた。また、『抱朴子』遐覧篇には道教文献の書名が列記されており、最古の道書目録として重要である。

#### 上清経の成立
東晋の363年から371年にかけて、（丹陽郡句容県茅山）にて神降ろしの儀式が行われた。ここでは、霊媒の楊羲のもとに魏華存・三茅君といった神仙が降臨し、経典とお告げの言葉を授け、これを楊羲・許謐・許翽らが書写した。これはのちに南朝梁の陶弘景によって整理され、『真誥』7篇が成立した。『真誥』など許氏一族の活動によって作られた経典のほか、『黄庭経』といった古いものを含みつつ、六朝末に至るまで蓄積された経典群が『上清経』である。この『上清経』を根本とする道教の一派が「上清派」（茅山上清派・茅山派・上清道・上清教とも）である。

#### 霊宝経の成立
『霊宝経』は成立年代を異にするものからなっており、より複雑である。江南地域には五方（東西南北と中央）の神々に働きかける力を持つとされる「霊宝五符」というおふだを備えることによって災いを避けて不老長寿を得るという信仰があり、楊羲も「霊宝五符」を授かったという記録がある。ほか、4世紀末から5世紀にかけて、葛洪の子孫によって『度人経』をはじめとする経典の作成が試みられ、のちに「新経」が作られた。
『霊宝経』は漢訳仏典との関係が深く、輪廻転生や因果応報思想と一切衆生の救済という大乗思想が説かれるほか、儀式・戒律や経典の文体・語彙などさまざまな面で仏典と類似している。

### 南北朝時代
八王の乱など戦乱を避けた信者の一部は江南に移り、天師道は南北に分かれた。

#### 北朝
北朝では、天師道の信徒から寇謙之が出て、天師道の教団制度の立て直しに尽力した。祭酒が勝手に教職者を任命する制度や世襲制を廃止し、教職者には品行方正を求めた。また、宗教制度における費用の改修方法を改め、教職者による搾取を防ごうとした。さらに、父母や教師、そして君主に逆らってはならないことを説くなど、道教の教えに儒教的な倫理規範を取り入れ、統治階級の好みに合致した道教を作り上げた。寇謙之は、太武帝に重用された崔浩と親しく、彼を通して皇帝に道教の信奉者にさせ、国家的に天師道を崇拝するように宣布させることに成功した。
北周の頃には、武帝が主導して初期の道教の教理書である『無上秘書』が完成した。

#### 南朝
南朝では、天師道・神仙思想・上清経・霊宝経といったさまざまな道教の流れを統一し、中国固有の文化としての道教を守り、仏教に対抗しようとする動きが現れた。その一人が陸修静で、彼は南朝宋の歴代皇帝から尊敬を集め、明帝に請われて建康に建てられた崇虎観に入った。彼は上清経・霊宝経・三皇文を入手し、真偽乱れていた道教経典を整理・校正し、戒律や符籙を鑑定し、これらの文献群を「三洞」に整理した。こうした陸修静の作業の成果は『三洞経書目録』として現代に伝わり、南朝宋末期にこの「三洞」に「四輔」が加わり道教教理の基本が出来上がった。この経典体系成立が、道教を儒教・仏教と並ぶ三教のひとつに並ばせる端緒となった。
加えて、彼は天師道以来の教団の規律を正し、組織を立て直す方法を説いた『陸先生道門科略』を著した。また、道教の戒律（道士が規律違反した場合の懲罰）と斎醮儀規（神仙祭祀の方法）を整備し、完成形を示した。ここで築かれた道教教団の形式は隋唐次代に引き継がれ、大きな影響力を持った。
陸修静の孫弟子の陶弘景は、上清派の経典である『真誥』を整理したほか、天文・暦法・数学・地理・医学・薬学・錬丹といった各方面の著作を残した。ほか、上清派の内修養生の方術を説いた『登真隠訣』や、魏晋に流伝した道教経典を総括し人体や精神の修養論について説いた『養性延命録』といった著作を残している。陶弘景は神仙の世界を整然とした秩序のもとに体系づけた点にも功績があり、『真霊位業図』を書いて7層からなる鬼神の世界を示すとともに、元始天尊を道教の最高神として位置付けた。陶弘景によって上清派の学問が集大成され、後に王遠知・潘師正・司馬承禎・李含光といった道士を輩出した。

#### 道観の形成
南北朝時代に道観（道館）の制度が徐々に始まり、道教の制度に変化が生じた。かつて信者たちは自責や懺悔のためには静室や靖室という場所で行われ、道士たちの修行は山の洞窟やどの近くの住居（館・精舎）で行われた。道教の普及とともに、皇帝が都に道士のための住居と修行の場所を作るようになり、これを道観・道館という。最初の道館とされるのは、南朝宋の明帝が陸修静のために建造した崇虚館であり、ほかにも貴族や豪族の庇護によって造営されることも多かった。道観に入る者は税の免除といった特権があったため、道観は急速に発達した。道観の興隆は、道教が民間に隠された状態であったところから、社会に公開され、体制化されたことを表している。
これによって、道観に居住する道士の生活の仕方や宗教活動の在り方を定める規範（威儀）が必要になり、『正一威儀経』や『三洞奉道科戒営始』といった経典が制作された。これらによれば、入館後の道士は道観に居住して修行することが求められており、その居住に当たっては出家が条件とされた。徐々に、道観は道士の居住の場だけではなく、上章・斎・講経といった重要な儀式も行われるようになった。
終南山の道館を中心としながら広く伝播し、寇謙之の新天師道を継承して興ったのが「楼観道」（楼観派）と呼ばれる一派である。彼らは南方と北方の各教派の経典教義を融合し、『楼観本記』『楼観伝』など老子と尹喜を神格化することに特徴がある。特に北周の武帝の頃に盛んであり、武帝は楼観道の道士の王延らを尊崇し、『三洞珠嚢』を編纂させた。

#### 三教交渉

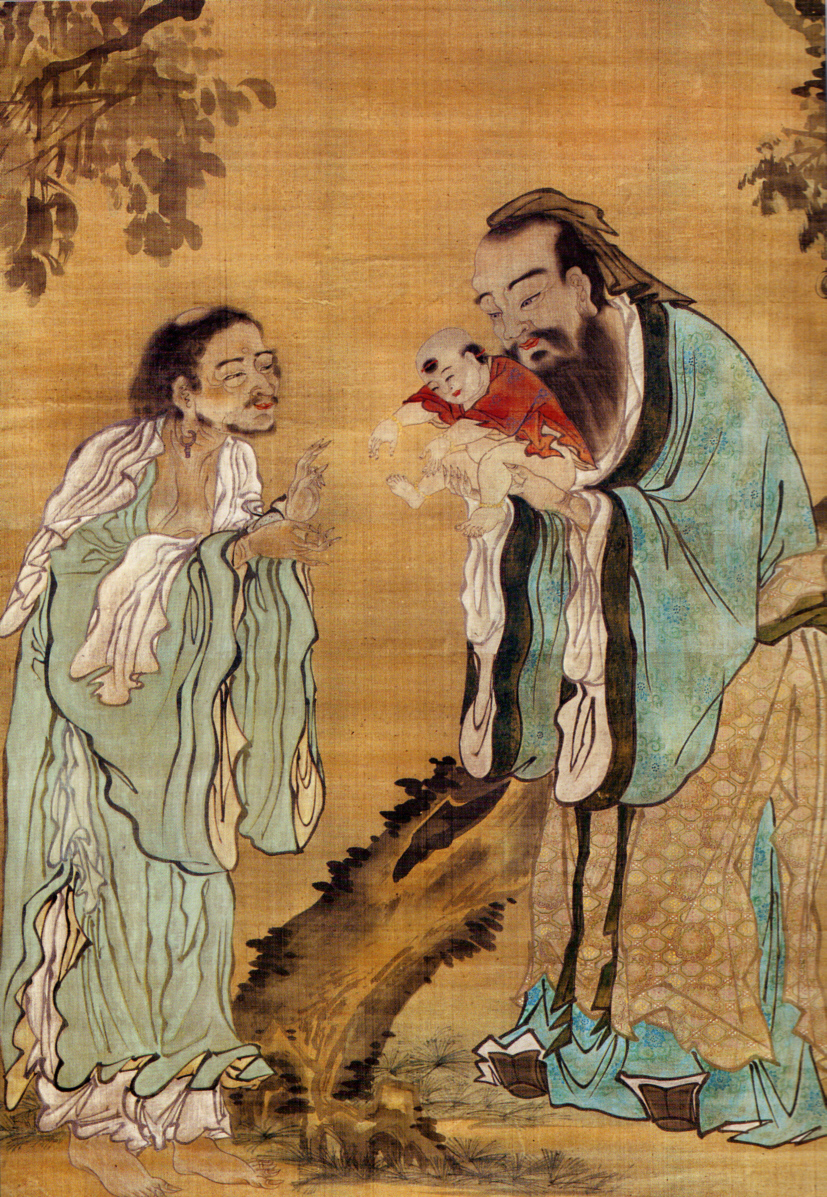
孔子が老子に仏陀を手渡す画

南北朝になると、道教・儒教・仏教の三教の優劣が争われることがあった。北朝では、北周の武帝のもとで公開討論が実施され、
道教は儒教および仏教と三つ巴の抗争時代へと入り、それは権力者の目前で論争するという敗れれば存亡に関わる厳しい状況で行われた。そのため充分な理論の形成が必要となった。南朝で形成された「三洞四輔」をさらに深め三洞をそれぞれ12部に分けて充実させた「三十六部尊経」を作り上げた。また、仏教に対する優位性を示すため、老子が西域に渡り釈迦になったという説を西晋の王浮が述べた『老子化胡経』や、仏教の「三界二十八天」を上回る「三界三十六天説」を作り出すなど、教理の拡充と強化を進めた。

### 隋唐
隋代、最初の年号の「開皇」は道教の劫から採用されたが、基本的には仏教に重きが置かれた。なお、『隋書』経籍志の「道経」では、以下のように道教を解説している。まず、不滅の神である元始天尊がおり、その下で天地は「劫」という41億万年ごとに生成と消滅を繰り返す。世界が生成された際、元始天尊は秘道を神仙らを介して人間に授ける。道教を学びたい者は入門すると先ず『五千文録』（『老子道徳経』）の勉強から始め、進捗に応じて『三洞籙』（三皇経）、『洞真籙』（霊宝経）、『上清籙』（上清経）が、祭壇を設け星宿を祀る大掛かりな儀式の下で与えられる。
唐代に入ると道教が重視されるようになり、中国の歴史上最も道教文化が栄えた時代となった。李淵は、李氏が天下を得ることを老君（太上老君）が予言したという道士の言葉を利用して唐王朝を創立し、老子を王室の祖先であるとした。このことから、唐代には則天武后の時代を除いて老子と道教が崇拝され、「道先仏後」（道教を仏教より優先する）の政策が採られた。よって唐代には道士は大きな役割を担い、国家の慶賀の儀式、皇帝の祖先の供養、皇帝や皇后の誕生日の祝い、雨乞いや晴天祈願などを行った。また皇帝やその一族の健康や長寿の祈願と、そのための不老長生の方法を教授することも重要な役目であった。皇帝の側も道教を保護・信奉し、宮観の建設や道士の供養などを行った。
唐代には、「重玄」と「無為」を重視し、老子尊重を推し進めた成玄英や、「虚心」の効用を説き道教修行の方法を記した『坐忘論』の著者である司馬承禎、従来の老子学を大成したほか『歴代崇道記』や『道教霊験記』など多数の著作を残した杜光庭など、多数の著名な道士を輩出した。

#### 制度・経典の整理
唐代には全国各地に道観が建てられて道士が配置され、国家と皇帝の安寧を祈願する金籙斎などの道教儀礼がしばしば執り行われた。もともと道観の数は仏教寺院よりはるかに少なかったが、李淵は都市と全国各地に仏教寺院と道観を同数設置するように調整した。唐代の道教重視は科挙にも反映され、高宗の時に『老子道徳経』が項目に加えられ、玄宗の時には『荘子』『列子』『文子』も加わった。
玄宗は司馬承禎から法籙を受け道士皇帝となり、崇玄学（道教の学校）を設置し、その試験の合格者は貢挙の及第者と同格とされた（道挙）。さらに、玄宗は自ら『老子』の注釈書を作り、全国に家ごとに一冊ずつ『老子』を備えさせ、老子像を各地の道観に頒布して祀らせた。また、玄宗の頃には、道教の一切経『三洞瓊綱』や、音義の書『一切道経音義』なども編集されたほか、道教教団の位階制度や科儀戒律の整備も進み、儀礼関係の書として『要修科儀戒律抄』や『伝授三洞経戒法籙略説』などが著された。

#### 仏教との関係
唐代にも皇帝の面前で三教が論争を行うことがあった。この頃、仏教は、西域から逐次伝わるさまざまな経典の間に整合性を持たせる必要から系統的な解釈を重ね、教相判釈という中国独自の価値序列を編み出し思弁性を高めていたが、この仏教の動きに対抗し、道教側も仏教的な要素を吸収しながら理論の深化を推し進めた。たとえば、唐代を代表する道教経典『太上一乗海空智蔵経』（『海空経』）や『太玄真一本際経』、『大乗妙林経』などは「道性」（「道」を具えた本性）を誰しもが持つと説いているが、これは仏教の『涅槃経』の「仏性」の概念に影響を受けている。ほか、司馬承禎の『坐忘論』は、仏教の天台止観の方法を取り入れつながらも、『荘子』の思想を基調としており、道教の修養論として後世大きな影響を与えた。

#### 金丹の流行
葛洪以来、金丹（水銀化合物を含む丹薬を服用し、それによって不老長生を得ること）が徐々に研究され、隋代の蘇元朗が『周易参同契』の理論を取り上げると、唐代に入って皇帝の支持を得て広く流行した。その最盛期は玄宗の頃であり、玄宗は道士の孫太冲に「神丹」を煉出させたり、呉筠に金丹の生成法や成仙不死の方法を尋ねたりした。唐の末期には、皇帝は多くの道士を宮廷に呼び寄せたが、結果は中毒によって穆宗・武宗・宣宗が命を落とした。文人などにも流行し、儒者である韓愈も硫黄を服用し亡くなったという。結局は成果を挙げられない金丹は、内丹の興隆もあって唐代を最後に廃れ始めた。

#### 符籙派道教
神への祈願や鬼の排除、治病息災は道教創立以来の重要な仕事であり、唐代の符籙派の道士は様々な斎醮法事を行った。その儀式には厳格な決まりがあり、多くに人々の前で、音楽舞踊とお香、灯明などが用いられながら宗教的な儀礼が行われた。また、法籙・経戒伝授の儀礼も厳格に定められるようになり、一般の人が道士になるためには試験に合格する必要があった。職業道士は徴税を免除されるが、そのためには以下の手順を経る必要があった。
1. 試経 - 国家が行う試験に合格すること。
2. 恩度 - 皇帝自らの許可を受けること。
3. 進納 - 国家にお金を払い、出家証明書（度牒）を買うこと。

この制度の推進によって道教と国家権力の関係は更に密接なものになり、不正の温床になることもあった。

### 宋代
宋の時代は、中国の大きな転換期であった。五代十国時代の混乱で貴族階級は衰え地主層が台頭、商業や生産技術が活発になり、印刷技術の普及は知識や文化を裕福な庶民層に広げた。そのような中、道教も民間から様々なものが持ち込まれた。唐代までの仙人は『列仙伝』や『神仙伝』などで語られる存在だったが、宋代には民間信仰の対象が仙人に列された。その代表が呂洞賓で、彼は唐後期から五代の頃に弱者や善良な者を助け、道教の布教を行ったとされる。彼を中心に様々な人物が八仙と呼ばれて敬われた。他にも、玉皇は真武神（北極玄天上帝）、三国志の英傑関羽（関帝）なども民間信仰に発し、後に王朝が権威を与えた仙人である。
北宋の皇帝も道教を崇拝しており、特に真宗と徽宗は道教を宣揚した。真宗は神人の「天書」を受け取ったとし、年号を「大中祥符」と改めたほか、道教の祭祀や法要を開き、全国各地に天慶観を建てた。これは自らの神聖さを示すことで遼の支配者に対して脅威を与えることと、人民を鎮圧する目的があった。徽宗も同じく宦官や道士と結託して天神降臨を画策し、天書を受け取ったと喧伝した。こうして全国各地に道観が林立し、上級道士の身分的地位も高くなり、道教経典も大量に出版された。
道教の一側面である咒術にも「雷法」という新しい概念が持ち込まれた。雷を天の意思を代行する雷帝（九天応声雷元普化天尊雷官）による悪しき者を罰する正義の力と考え、内丹で練った神気を外に向ければ強烈な力を使役できると考えられた。また、南宋初期から『太上感応篇』という善書（人々に善行を勧める書）が流行し、道教の日常倫理を世に広めた。

#### 内丹の流行
宋代になると、金丹が衰え内丹が盛んなった。内丹とは瞑想などを通じて体内の気を練って体の中に金丹を生み、不老長寿に至る方法論である。過去の金丹が莫大な出費を要するうえに失敗に終わったのに対し、自己の身体のみを用いる内丹は誰でも取り組めるため、多くの本が出版されて手軽なものとして広がった。内丹も当初は2系統があり、ひとつは「気」の修練を重視し肉体的な不老不死を目指す「命宗」、もうひとつは「神性」の修練に重きを置く「性宗」であり、こちらは禅の思想に近い。やがて性宗が優勢になり、道教は内面化・精神化の傾向を強めてゆく。

#### 雲笈七籤
熱心な道教信奉者であった真宗の命で、張君房が中心となって「道蔵」（道教の一切経）の編纂が行われ、1019年に『大宋天宮宝蔵』4565巻が完成した。張君房がこれのダイジェスト版として作成したのが『雲笈七籤』で、ここには道教の教理・歴史、服気・内丹・外丹といった道術、神仙の伝記・詩歌が体系的に整理されている。『大宋天宮宝蔵』は散佚したが、『雲笈七籤』は現代に伝えられ、北宋以前の道教を知る上で重要な書となっている。
なお、『大宋天宮宝蔵』には、富豪家の林世長が賄賂を贈ったころによって『明使摩尼教』といったマニ教の経典が収められている。これには、もともとマニ教が道教との融合を図り、マニ経典に道教的な色彩を加えていたという背景があった。これ以後この傾向は加速し、12世紀前半には中国のマニ寺はほとんど道観に変貌していた。

#### 経籙三山

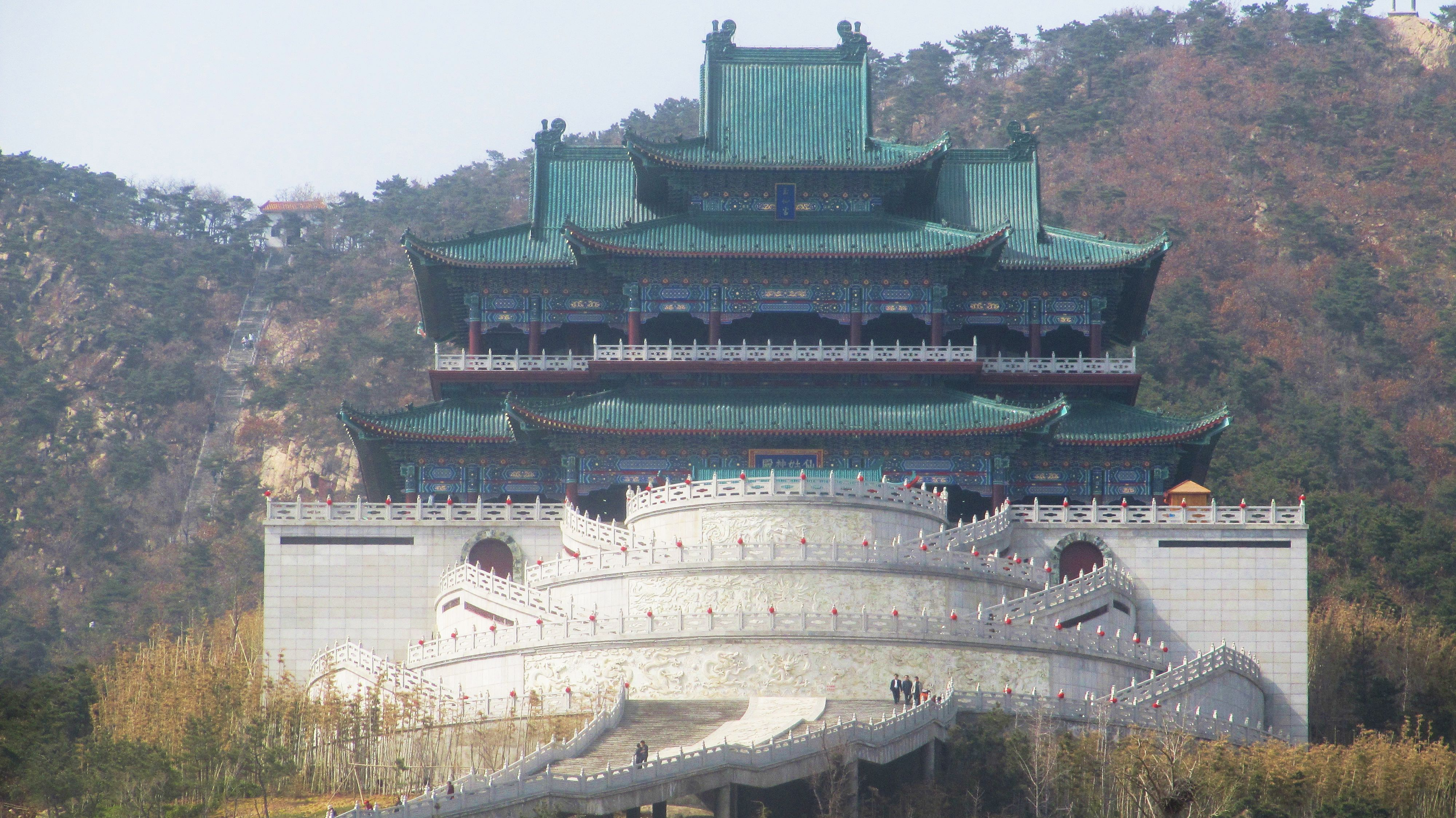
中国の道観（山東省・威海市）

宋代の江南地方では、道士に資格と位を授ける拠点（総本山）を基礎に、道教の宗派が形成され、「経籙三山」と呼ばれる三つの宗派が生まれた。
1. 龍虎山（正一派）
江西省貴渓市にある総本山。天師道を継承するとされ、代々張天師が立てられた[48]。真宗・徽宗といった歴代の皇帝に保護されると[50]、徐々にこの宗派が力を強め、南宋の頃には江南全域の領袖となり、正一教（正一派）と呼ばれた[48]。正一の教えは四輔の正一部に収録され、隋唐時代には道士の入門過程であるとされていた[50]。
2. 茅山（上清派）
江蘇省句容市にある総本山。魏華存を開山の師とし、上清派を継承するとする[48]。唐代の頃は最も盛んな宗派であったが、北宋中期以後に徐々に衰えた[51]。ただし経典の格は一貫して高く、『上清経』を学ぶのは最高クラスの道士の過程であった[51]。
3. 閣皁山（霊宝派）
江西省樟樹市にある総本山。霊宝派を継承するとする[48]。斎醮の法術に優れたが、朝廷からの招聘を賜ることは少なく、主に民間で活動して社会の下層の人々に大きな影響を与えた[52]。寧全真によって霊宝派から「東華派」が派生し、斎醮と内丹の結合を重んじた[52]。

### 金
金の領地となった北方は、不安定な政治状態に陥った。女真族の王朝は宗教統制に馴れなかった事もあり、新興の教派が人心を集めた。この時期に新しく生まれた道教は「新道教」と総称され、従来の道教の呪術的教法と社会的堕落を批判し、厳しい倫理実践や経世済民を説くものが多い。特に大きな組織となったのが以下の三つである。
1. 太一教
蕭抱珍を教主とする。「太一三元法籙」を用いて、符術による治病息災を説く[55]。真大道教・全真教に比べると旧道教に近い性質を持っている[56]。金の王室の庇護を受けて発展し、元代に入っても王室の庇護を受けたが、第8祖以後には勢力が衰えて衰退した[56]。
2. 真大道教
劉徳仁を教主とする。『老子』を崇めて虚心に祈り[48]、自己の農耕労働にとって生活することを旨とした[55]。信者は農民層が多く、儒教・仏教の教説を取り入れつつ、旧道教（正一教など）の符籙や呪術を極力排斥した[57]。元代に入って皇室の庇護を得て教団は発展したが、14世紀以後になると衰退した[57]。
3. 全真教
王重陽を教主とする。王重陽が呂洞賓から口訣を授かり、修行の末に得道して開いたとされる教えで、七人の高弟（七真）の布教活動によって教団が形成された[47]。その立教の精神は『立教十五論』に記されているが、『老子』と『清浄経』と同時に仏教の『般若心経』と儒教の『孝経』を進めており、三教帰一の傾向が強い[54]。また、旧道教の符籙や呪術などを廃して座禅を主とした内面的・禁欲的な修行を説いている点に特色がある[54]。

### 元代

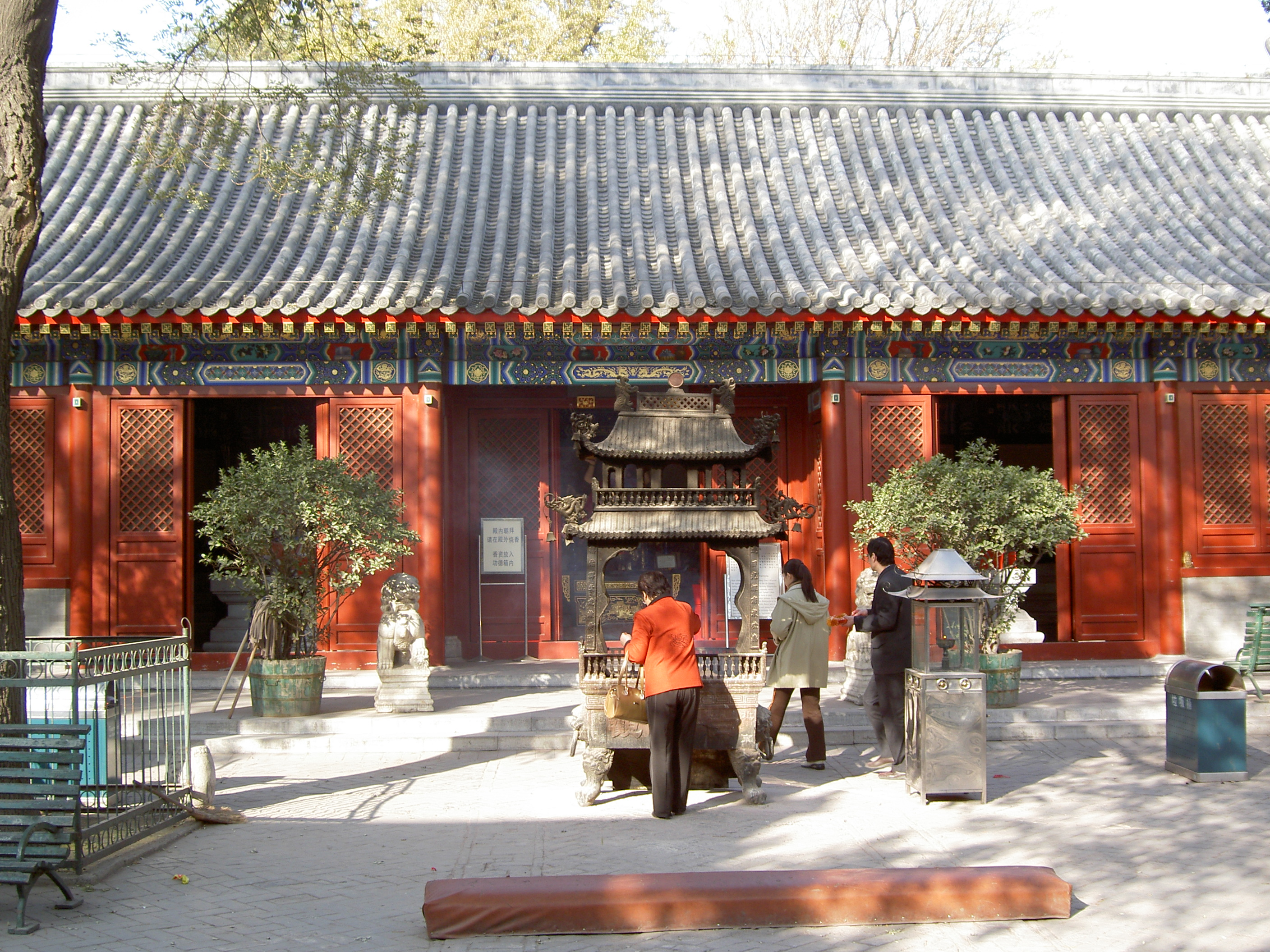
全真教の本山の白雲観。

七真の一人である丘処機が全真教の指導者となり、大きく勢力を伸張すると、金・南宋・蒙古族の三者はともに丘処機を求めた。丘処機は状況を判断してチンギス・カンと会見し、全国の道教の管理や道士の賦税免除という特権を受け、全真教はさらに勢力を伸ばした。全真教の指導者は元の王朝から「掌教」という地位を与えられ、王重陽の弟子によって分化した全真教の各流派の核となった。元が中国を統一したのち、北方の全真教が江南地域にも伝わった。憲宗の時、『老子化胡経』の真偽問題をめぐって全真教は仏教との間に論争を巻き起こし、その結果『老子』を除く道蔵の版本がすべて焼かれるという事件が発生した。ただ、全真教は途絶えることはなく、元末まで発展を遂げた。
また、元代には「浄明道」が興った。これはもとも南宋建国の頃に周真公が霊宝派の教えを利用して作った宗派で、東晋の許遜に対する信仰に淵源する。のち、元の劉玉がこれを発展させて「浄明忠孝道」を作り（ただし劉玉自身は周真公の一派との関係を認めていない）、儒教倫理である「忠孝」を中心に据えるなど、儒教に接近しながら三教帰一を説いた。その教説は、忠孝の厳しい内面的倫理のうえに、老荘的な悟得や仏教的な救済、道教的な昇仙の所説を融合しており、すこぶる体系的である。ほか、最古の功過格とされる『太微仙君功過格』は浄明道によって制作されたとされる。
元代末期には、江南を中心とする正一教と、北方を中心とする全真教が二大宗派となっていた。

### 明代

#### 二代教派の確立
明代初期には、朱元璋は当初は仏教・道教を規制する政策を採り、僧侶・道士は集中的に管理されて大衆とともに生活することを禁じられた。これは農民蜂起を防ぐための措置であったとされる。しかし朱元璋は正一道の斎醮行事が自身を神格化し封建統治を強固にしうると気が付き、龍虎山の天師に全国の道教を管理させたほか、自ら斎醮の儀礼を制定して全国に公布し実行させた。その後の明代の皇帝も同様に道教を重視し、たとえば朱棣は自らを真武神の生まれ変わりであると称し、武当山の道観を修復した。
明代を通して、道教が国家の制度に組み込まれ、正一教と全真教が正当な道教の宗派と定められた。特に北方を全真教、南方を正一教が教区として担当した。どちらも道観を拠点に道士が宗教活動を行う点で共通するが、出家した道士に戒律を伝授し資格を認める厳しさを持つ全真に対し、正一は符籙を与える制度で地位を与えられた道士には妻帯も許された。ただし、全真教はやや衰退し、全真教の道士でも正一教の教法にも通じていなければ官を授けられないという状況もあった。その後も小さな派閥が生まれては消えたが、正一と全真を二大本流とする道教の構造は今に引き継がれている。
ほか、明初には張三丰によって武当道が盛んになった。その信仰の中心は北極・北斗星を神格化した玄武神である。張三丰は、武当山から発祥した道教拳法の祖ともされる。

#### 正統道蔵
北宋以来「道蔵」の編纂は継続的に行われており、金、元の頃にも作られ、明に入って1445年には『正統道蔵』が完成した。さらに、1607年にこれを増補して『万暦続道蔵』が完成した。この二つが完全な形で現代に伝わっている最古の「道蔵」であり、道教の基本文献として重要なものである。

### 清代
満州族が統治した清代においては、道教を熱をあげて信じる皇帝はおらず、政治的に利用することも少なかった。公式に道士に斎醮法事を行わせた事例も非常に少なく、さらに巫師や道士が除災祈願をするのを固く禁止したことから、正一教の活躍の場は狭まった。
明清時代を通して、中国にはさまざまな民間の秘密宗教が生まれたが、これと道教は密接に関係していたとされている。明代の中頃から末期に存在したものに羅祖教・黄天教・三一教・紅陽教・混元教などがあり、清代に存在したものに八卦教・青蓮教・金丹教・黄崖教などがある。特に内丹の修煉の理論や実践が道教と共通している。こうした民間宗教の経典は「宝巻」と呼ばれ、神仙世界や内丹が語られることが多い。
また、明清時代には、民間信仰のなかで人気のあった文昌帝君や媽祖、関帝（関羽）、蚕神といった神々が、積極的に道教の中に取り入れられるようになった。この傾向は北宋の末頃から見られ、『道蔵』にはそれぞれの神格に対する独自の道書も収められている（文昌帝君への信仰を説く『清河内伝』や、媽祖信仰を説く『太上老君説天妃救苦霊験経』、関帝信仰を説く『関聖帝君窮理尽性至命上品説』など）。こうした民間信仰と道教の接触は明清時代に加速し、それぞれ独立しながらも共存・強調していた。

## 現代の道教
中国本国においては、道教は五四運動や日中戦争、また中国共産党の宗教禁止政策などによって打撃を受けたが、近年徐々に復興している。現在まで途絶えることなく継承されてきた道教の宗派は台湾に拠点を移した正一教で、台北市の覚修宮に本部が置かれ、第64代天師の張源先まで法統が保たれ、継承されてきた。
現代の中国においては、出家主義をとる全真教と在家主義をとる正一教が盛んである。前者は北京の白雲観を拠点として主に北方で信仰され、後者は江西省龍虎山を拠点として南方で多くの信仰を集めている。寺院は中国本土に1500ほどあるとされ、道士は2万5千人ほどであるとされる。両派を包括する中国道教信徒の組織に「中国道教教会」があり、機関紙『中国道教』を発刊している。中国道教教会は1957年に発足し、1967年から1979年までは文化大革命によって活動が停止されたが、1980年に活動を再開した。
現在まで存在する道観には以下の例がある。
- 北京白雲観
中国道教教会が置かれ、中国道教の中心地となっている道観。もとは唐代に立てられた老子廟の一つで、元代に全真教の丘長春が住んでからより重視されるようになった。近現代では中国最大の十方叢林として全国から集まる道士に戒律を与える中心施設であった[76]。
- 瀋陽太清宮
中国東北地方の最大の道観。1665年の創立で、当初は太上老君・至聖孔子・釈迦牟尼仏を祀り「三教堂」と呼ばれたが、光緒年間に「太清宮」と改名した。東北道教の中心地である[76]。
- 茅山道院
上清派の中心地で、江蘇省南京市の郊外にある。茅山は漢代に茅君の三兄弟が飛来した地と伝えられ、許氏父子や陶弘景らが修行をして上清派の聖地となった。その後も道士が跡を継ぎ、現在で79代目であると言われている[76]。
- 龍虎山天師府
歴代の張天師がいる正一教の中心地。江西省の貴渓県にある。五斗米道の張氏が蜀を追われてから、第4代の張盛がここに腰を落ち着けたと伝えられる。第63代目の時に国共内戦によって天師が台湾に逃れたが、再び復興が進められている[76]。
- 嵩山中岳廟
河南省洛陽市の郊外にある。中国に古くからある五岳への信仰から、五岳真君を祀る岳廟が建設された。五岳の祭祀は国家的な行事であるが、その管理と祭祀の実効は道士に任せられてきた。通常の道観とは異なるため。規模が極めて大きい[76]。
- 武当山紫霄宮
湖北省の北部にあり、古くから玄武信仰の根拠地となってきた。特に明朝の信仰が厚く、永楽帝の碑が収められているほか、多くの明初の建築物がある。また、道教式武術のメッカであるとされる[76]。

ほか、羅浮山冲虚観・青城山常道観・周至楼観台などがある。

### 研究書
- 神塚淑子『道教思想10講』岩波書店〈岩波新書新赤版〉、2020年。ISBN 9784004318484。
- 金正耀『中国の道教』平河出版社、1995年。ISBN 4892032492。
- 小林正美『中国の道教』創文社〈中国学芸叢書〉、1998年。ISBN 4423194090。
- 坂出祥伸『道教とはなにか』中央公論新社〈中公叢書〉、2005年。ISBN 4120036812。
- 横手裕 著「道士と道観」、野口鐵郎; 田中文雄; 丸山宏 ほか 編『道教の教団と儀礼』雄山閣出版〈講座道教2〉、2000年。ISBN 4639016808。
- 福井文雅 著「道教の成立」、野口鐵郎; 福井文雅; 山田利明 ほか 編『道教と中国思想』雄山閣出版〈講座道教4〉、2000年。ISBN 9784639016946。
- P.R.ハーツ 著、鈴木博 訳『道教』青土社〈シリーズ世界の宗教〉、2005年。ISBN 4791762428。
  - 鈴木博「初版訳者あとがき」『道教』2005年。
- 横手裕『中国道教の展開』山川出版社〈世界史リブレット〉、2008年。ISBN 978-4-634-34934-6。

### 辞書項目
- 坂出祥伸 編『「道教」の大事典 : 道教の世界を読む』新人物往来社、1994年。ISBN 4404021216。
  - 砂山稔「道教の成立と歴史」1994年。
- 日原利国 編『中国思想辞典』研文出版、1984年。ISBN 487636043X。
  - 福井文雅「正一教」『中国思想辞典』1984年。
  - 沼尻正隆「道家」『中国思想辞典』1984年。
  - 秋月観暎「浄明道」『中国思想辞典』1984a。
  - 秋月観暎「全真教」『中国思想辞典』1984b。
  - 石井昌子「上清派」『中国思想辞典』1984年。
  - 野上俊静「真大道教」『中国思想辞典』1984年。
  - 酒井忠夫「善書」『中国思想辞典』1984年。
  - 窪徳忠「太一教」『中国思想辞典』1984年。

## 関連文献
- 秋月観暎『道教研究のすすめ：その現状と問題点を考える』平河出版社、1986年。ISBN 4-89203-120-8。
- アンリ・マスペロ『道教』平凡社〈東洋文庫〉、2000年。ISBN 4-582-76321-9。
- 大淵忍爾『初期の道教』創文社〈東洋学叢書〉、1991年。
- 神塚淑子『道教経典の形成と仏教』名古屋大学出版会、2017年。ISBN 9784815808853。
- 神塚淑子『六朝道教思想の研究』創文社〈東洋學叢書〉、1999年。ISBN 4423192470。
- 窪徳忠『中国の宗教改革：全真教の成立』法蔵館〈アジアの宗教文化〉、1967年。
- 窪徳忠『道教史』山川出版社〈世界宗教史叢書〉、1977年。ISBN 4-634-43090-8。
- 野口鉄郎 編『道教事典』平河出版社、1994年。ISBN 4-89203-235-2。
- 福井康順 編『道教　第1.2.3巻』平河出版社、1983年。ISBN 4-89203-056-2。
- 山田利明; 田中文雄『道教の歴史と文化』雄山閣出版、1998年。ISBN 4639015305。